# Isabel da Dinamarca (1573–1626)
Isabel da Dinamarca (Koldinghus, 25 de agosto de 1573 - Brunsvique, 19 de julho de 1626) foi uma duquesa-consorte de Brunsvique-Luneburgo através do seu casamento com o duque Henrique Júlio, Duque de Brunsvique-Luneburgo. Foi regente do ducado entre 1616 e 1622.

## Família
Isabel foi a filha mais velha do rei Frederico II da Dinamarca e da duquesa Sofia de Meclemburgo-Güstrow. Os seus avós paternos eram o rei Cristiano III da Dinamarca e a duquesa Doroteia de Saxe-Lauemburgo. Os seus avós maternos eram o duque Ulrico III, Duque de Meclemburgo-Güstrow e a princesa Isabel da Dinamarca. A sua irmã mais nova, a princesa Ana, foi consorte do rei Jaime VI da Escócia e I de Inglaterra e o seu irmão foi o rei Cristiano IV da Dinamarca.

## Biografia
Isabel começou por ser criada pelos seus avós maternos na Alemanha devido ao comportamento imoral do seu pai, mas regressou à Dinamarca em 1579 por insistência do conselho dinamarquês.
Os embaixadores escoceses que visitaram a Dinamarca tinham como objectivo casá-la com o rei Jaime VI da Escócia (depois Jaime I de Inglaterra), mas o seu pai preferiu noivá-la com o duque de Brunsvique, prometendo a sua irmã Ana em seu lugar.
Em 1590, Isabel casa-se com o duque Henrique Júlio de Brunsvique-Luneburgo de quem tem dez filhos:
1. Frederico Ulrico, Duque de Brunsvique-Luneburgo (15 de Abril de 1591 – 21 de Agosto de 1634), casado com a princesa Ana Sofia de Brandemburgo; sem descendência.
2. Sofia Edviges de Brunsvique-Volfembutel (20 de Fevereiro de 1592 – 23 de Janeiro de 1642), casada com Ernesto Casimiro I, Conde de Nassau-Dietz;
3. Isabel de Brunsvique-Luneburgo (23 de Junho de 1593 – 25 de Março de 1650), casada primeiro com o duque Augusto da Saxónia e depois com  João Filipe, Duque de Saxe-Altemburgo; com descendência.
4. Edviges de Brunsvique-Luneburgo (19 de Fevereiro de 1595 – 26 de Junho de 1650), casada com Ulrico, Duque da Pomerânia; sem descendência.
5. Doroteia de Brunsvique-Luneburgo (8 de Julho de 1596 – 1 de Setembro de 1643), casada com o marquês Cristiano Guilherme de Brandemburgo, filho de Joaquim III Frederico, Eleitor de Brandemburgo; com descendência.
6. Henrique Júlio de Brunsvique-Luneburgo (7 de Outubro de 1597 – 11 de Julho de 1606); morreu aos oito anos de idade.
7. Cristiano de Brunsvique-Luneburgo (20 de Setembro de 1599 – 16 de Julho de 1626); bispo de Halberstadt; sem descendência.
8. Rudolfo de Brunsvique-Luneburgo (15 de Junho de 1602 – 13 de Junho de 1616); morreu aos treze anos de idade.
9. Henrique Carlos de Brunsvique-Luneburgo (4 de Setembro de 1609 – 11 de Junho de 1615); morreu aos cinco anos de idade; sem descendência.
10. Ana Augusta de Brunsvique-Luneburgo (19 de Maio de 1612 – 17 de Fevereiro de 1673), casada com o conde Jorge Luís de Nassau-Dillenburg; sem descendência.

Quando viu o seu marido pela primeira vez em 1590, o seu futuro marido apresentou-se como um joelheiro e ofereceu-lhe uma jóia, dizendo que era o prémio pelo seu corpo. Como consequência foi preso e não pôde ser libertado até provar a sua identidade, explicando que tinha sido apenas uma brincadeira. Já como duquesa, Isabel continuou a corresponder-se com frequência com o seu irmão Cristiano IV da Dinamarca.
Após a morte do marido em 1613, Isabel reinou dependente do dinheiro do seu dote. Três anos depois retirou o seu filho Frederico Ulrich do governo e, juntamente com o seu irmão, governou o ducado nos seis anos que se seguiram. Foi visitada pelo irmão em 1616. Em 1617 criou um refugio para pobres com uma capela (Elisabeth Stift). Durante a Guerra dos Trinta Anos (1618-1648) o seu castelo foi atacado e só seria reparado completamente em 1654.

## Genealogia
| Isabel da Dinamarca | Pai: Frederico II da Dinamarca     | Avô paterno: Cristiano III da Dinamarca                           | Bisavô paterno: Frederico I da Dinamarca                                       |
| Isabel da Dinamarca | Pai: Frederico II da Dinamarca     | Avô paterno: Cristiano III da Dinamarca                           | Bisavó paterna: Ana de Brandemburgo                                            |
| Isabel da Dinamarca | Pai: Frederico II da Dinamarca     | Avó paterna: Doroteia de Saxe-Lauemburgo                          | Bisavô paterno: Magno I, Duque de Saxe-Lauemburgo                              |
| Isabel da Dinamarca | Pai: Frederico II da Dinamarca     | Avó paterna: Doroteia de Saxe-Lauemburgo                          | Bisavó paterna: Catarina de Brunsvique-Volfembutel, Duquesa de Saxe-Lauemburgo |
| Isabel da Dinamarca | Mãe: Sofia de Mecklemburgo-Güstrow | Avô materno: Ulrico, Duque de Mecklemburgo                        | Bisavô materno: Alberto VII, Duque de Mecklemburgo                             |
| Isabel da Dinamarca | Mãe: Sofia de Mecklemburgo-Güstrow | Avô materno: Ulrico, Duque de Mecklemburgo                        | Bisavó materna: Ana de Brandemburgo, Duquesa de Mecklemburgo                   |
| Isabel da Dinamarca | Mãe: Sofia de Mecklemburgo-Güstrow | Avó materna: Isabel da Dinamarca, duquesa de Mecklemburgo-Güstrow | Bisavô materno: Frederico I da Dinamarca                                       |
| Isabel da Dinamarca | Mãe: Sofia de Mecklemburgo-Güstrow | Avó materna: Isabel da Dinamarca, duquesa de Mecklemburgo-Güstrow | Bisavó materna: Sofia da Pomerânia                                             |